# Isla Tsukuda en la provincia de Musashi
Isla Tsukuda en la provincia de Musashi (武陽佃島 Buyō Tsukuda-jima?) es una estampa japonesa de estilo ukiyo-e obra de Katsushika Hokusai. Producida en el período Edo, entre 1830 y 1832, forma parte de la célebre serie Treinta y seis vistas del monte Fuji. Muestra la vida cotidiana alrededor de la isla Tsukuda a través de las distintas embarcaciones comerciales que se aproximan a su puerto.

## Escenario
En la época de Hokusai, la isla de Tsukuda era un pueblo de pescadores en la provincia de Musashi, que se encuentra en la desembocadura del río Sumida. La historia de esta población se remonta al siglo XVI: cuando Tokugawa Ieyasu estaba ascendiendo al poder —para formar el posterior shogunato Tokugawa—, fue asistido por pescadores de una villa llamada Tsukuda en la provincia de Settsu (la actual prefectura de Osaka). Como recompensa, invitó a treinta y cuatro familias a trasladarse a Edo, y les concedió los terrenos de la isla, que recibió el nombre de su pueblo original en 1644.

## Descripción
Desde un punto de vista elevado, en primer plano aparece una embarcación cargada de balas de algodón, que se dirige a la pequeña isla Tsukuda, cuyo puerto está repleto de hileras de mástiles. Hokusai muestra interés en retratar muchos tipos diferentes de barcos (se aprecian embarcaciones de pesca, de carga y transbordadores), que se dirigen y parten de la isla. Dibuja sus postes de proa ascendentes, bordas, cubiertas, bancadas y mecanismos de timón con gran detalle.
El monte Fuji se eleva cerca del centro sobre el horizonte ligeramente curvo, al fondo a la izquierda aparecen pequeños mástiles de barcos de vela. Probablemente el autor retrata la puesta del sol por el tono azul profundo de la isla, «que transmitiría la sensación de la tarde» aun con el cielo rosado; a lo lejos, se observan la sierra con estribaciones de color verde, con lo que la paleta de colores de la impresión se mantiene sencilla. La composición se destaca por la disposición triangular de los elementos, que logra enfocar la mirada del espectador en el monte, en tanto que los mástiles, los techos y las proas con formas triangulares de los barcos hacen eco del Fuji.